# Meinrad Tomann
Meinrad Tomann OCist (* 19. Juli 1957 in Wien als Josef Tomann) ist ein österreichischer Ordenspriester. Er war von 2017 bis Mai 2022 Prior des Zisterzienserstiftes Heiligenkreuz im Wienerwald.

## Leben
Tomann besuchte das Gymnasium in Wiener Neustadt. 1975 entschloss er sich, Zisterzienser zu werden und begann in Heiligenkreuz das Noviziat unter dem Ordensnamen Meinrad. In den klostereigenen Werkstätten macht er eine Buchbinderlehre. Am 7. Oktober 1976 legte er die zeitliche Profess ab.
Anschließend studierte er Theologie an der Hochschule Heiligenkreuz und am Päpstlichen Athenaeum Sant’Anselmo in Rom. Am 20. April 1981 empfing er die Priesterweihe. An der Päpstlichen Hochschule Sant Anselmo erhielt er 1982 das Lizenziat in Theologie und promovierte dort fünf Jahre später über die Konstitutionen der Österreichischen Zisterzienserkongregation. Danach wurde er zunächst Novizenmeister im Stift Heiligenkreuz, wo er sich später als Pionier des Engelwerkes betätigte, und von 1989 bis 1994 Pfarrer in Mönchhof (Burgenland). Seit 1994 lebte er in Rom im Haus der Ordensleitung und war von 1994 bis 1995 Sekretär des zisterziensischen Generalabtes. Zwischen 1995 und 2015 amtierte er in vier fünfjährigen Amtsperioden als Generalprokurator des Ordens.
2015 kehrte Tomann wieder in sein Heimatkloster zurück, wo er als Gartenmeister und Leiter der Buchbinderei tätig war. Während seiner Amtszeit als Prior des Stiftes von Juli 2017 bis Mai 2022 oblag Tomann als Novizenmeister auch die spirituelle Ausbildung des Ordensnachwuchses. 2021 wurde Tomann als Nachfolger von Alkuin Volker Schachenmayr  Archivar des Stiftes. Als Prior folgte ihm  2022 Johannes Paul Chavanne nach. Seit Frühjahr 2022 ist Tomann wieder Seelsorger in der Pfarre Mönchhof.
Tomann befasste sich zwischen 1975 und 1980 mit der Katalogisierung der Mineraliensammlung des Stiftes, dessen Großteil aus dem Nachlass Dominik Bilimeks stammte.